# Louis-Etienne Jan
Pour les articles homonymes, voir Jan.
Louis-Etienne Jan, né le 21 juillet 1771 à Châtillens et mort le 31 juillet 1840 à Lausanne, est un notaire, un receveur, un juge et une personnalité politique suisse.

## Biographie
De confession protestante, originaire de Châtillens, Louis-Etienne Jan est le fils de Emmanuel-Daniel-Elisée Jan, et de Rose Serez. Il épouse Pauline J. Il est le père d'Henri Jan, qui sera député au Grand Conseil vaudois, Conseiller national et Conseiller d'État vaudois.
Il est notaire à Châtillens en 1803, receveur, dans la commune de Puidoux, des domaines des Rueyres et du Dézaley et juge au tribunal du canton du Léman, ainsi que juge d'appel en 1803.

### Parcours politique
Louis-Etienne Jan est membre de l'Assemblée représentative provisoire du Pays de Vaud en 1798. Libéral, il passe en 1831 du côté des conservateurs. Il est député au Grand Conseil vaudois de 1803 à 1837. Il est élu en 1804 au Petit Conseil puis, dès le 4 août 1814, continue à siéger au Conseil d'État vaudois jusqu'à sa mort, ce qui constitue en 2021 un record de durée à l'exécutif vaudois. Il est l'auteur d'un important travail législatif. Habile diplomate, il essaie d'éviter les troubles créés par la nouvelle constitution vaudoise en 1814, puis en 1829,.